# Петька 3: Повернення Аляски
Петька 3: Повернення Аляски — комп'ютерна гра в жанрі гумористичний графічний квест, розроблена компанією «Сатурн-плюс» і випущена компанією «Бука» 22 листопада 2001 року. Є прямим продовженням гри «Петька і Василь Іванович 2: Судний день» і третьою в серії ігор «Петька». 7 листопада 2017 року, до сторіччя Жовтневої революції, компанія «Бука» випустила в цифровому магазині Steam перевидання гри з підзаголовком «Перезавантаження». Т
акож доступна версія з англійськими субтитрами під назвою Red Comrades 3. Return of Alaska: Reloaded. Усі оригінальні локації було домалювано й адаптовано під сучасні комп'ютери та монітори, було додано підтримку геймпада та досягнень Steam.

## Опис
Петька 3 представляє продовження сюжету гри «Петька і Василь Іванович 2: Судний день» через кілька років після подій, показаних у її закінченні. Гру випущено на новому рушію, що відрізняється від рушія перших ігор серії. Надалі він використовується у всіх інших «двомірних» «Петьках». Головною відмінністю нового рушія від попереднього є монофункціональний курсор: гравцеві більше не потрібно обирати дії героїв («ходити», «подивитися», «поговорити», «взяти», «використати»), адже їх вже передбачено різними формами курсору.

## Сюжет
Після благодійного «рок-сейшна», організованого Фурмановим у «Петька 2», Василь Іванович і Петька стають відомими рок-музикантами. Але славі рано чи пізно приходить кінець, і через кілька років головні герої накачуються в барі дешевою випивкою і згадують про минулі часи. У бар заходить банда панків, зав'язується бійка, в якій Чапай і Петька перемагають. Але тут герої несподівано зникають у спалаху і з'являються біля бару «Titty Twister» (відсилання до «Великих Цицьок» із кінофільму «Від заходу до світанку»). Біля бару їх забирає молодий чоловік, за одягом і звичками схожий на агента ФБР, і кудись везе на машині. Несподівано дорогу перебігає кролик, і машина потрапляє в аварію.
На початку героям необхідно надати медичну допомогу «агенту». Він представляється секретним агентом Моксом Фалдером (пародія на Фокса Малдера з «Секретних матеріалів») і повідомляє, що досліди з машиною часу призвели до того, що село Гадюкіно перемістилося на Аляску. Масова міграція російського населення може вплинути на тектоніку й орбітальний рух планети і, таким чином, призвести до плачевних наслідків. Допомогу героям можуть надати лише божевільний професор Гроссбаум і секретний агент Анна Малі (пародія на Дейну Скаллі), яка працює під прикриттям повії.
У Лас-Вегасі, найближчому місті, Василь Іванович і Петька знаходять божевільного професора і дізнаються в нього спосіб повернути Гадюкине на місце — підірвати Грос-бомбу на заданих координатах. Отримати бомбу можна тільки у військових. Для цього героям доведеться побудувати власний бордель, щоб скомпрометувати сержанта американської армії, як дві краплі води схожого на Чапаєва. Проникнувши до кабінету сержанта, Чапай і Петька вписують свої імена до списку новобранців і йдуть служити. Пройшовши через тренування, бразильські джунглі та Ірак, вони отримують підвищення (через дурну фразу Петьки сержантське звання дістається тільки Чапаєву) і доступ до складу зброї. За допомогою товариша по службі Грос-бомба переправляється на Аляску. Отримавши карту штату, герої визначають місце вибуху і закладають бомбу. Завдання виконано. Петька і Чапай опиняються на крижині, що відкололася.